# Červenica pri Sabinove
Červenica pri Sabinove (allemand : Tschernewitz , hongrois : Vörösalma) est un village de Slovaquie situé dans la région de Prešov.

## Histoire
Première mention écrite du village en 1278.

## Démographie

### Évolution de la population
| Année:               | 1994. | 2004.    | 2014.   | 2024.    |
| -------------------- | ----- | -------- | ------- | -------- |
| Nombre de personnes: | 711   | 788      | 846     | 969      |
| Différence:          |       | +10,82 % | +7,36 % | +14,53 % |

| Année:               | 2023. | 2024.   |
| -------------------- | ----- | ------- |
| Nombre de personnes: | 965   | 969     |
| Différence:          |       | +0,41 % |